# Che Angelo Sei
Che Angelo Sei fue lanzado en 1982, los sencillos realizados del álbum fueron: "Che Angelo Sei / Perché" y "Tu Soltanto Tu".

## Canciones
Cara A
1. "Che Angelo Sei"
2. "Abbandonati"
3. "Meditando"
4. "Perché"
5. "Viaggiando"

Cara B
1. "Tu Soltanto Tu"
2. "Parigi È Bella Com'è"
3. "1961"
4. "Anche Tu"
5. "Io Ti Cerco"